# The 1975 (album)
| Recensione  | Giudizio |
| ----------- | -------- |
| AllMusic    |          |
| Clash       | 8/10     |
| Consequence | C-       |
| PopMatters  | 7/10     |

The 1975 è il primo album in studio del gruppo musicale indie rock britannico The 1975, pubblicato il 2 settembre 2013.

## Tracce
1. The 1975 – 1:19
2. The City – 3:26
3. M.O.N.E.Y. – 3:36
4. Chocolate – 3:44
5. Sex – 3:27
6. Talk! – 2:47
7. An Encounter – 1:14
8. Heart Out – 3:22
9. Settle Down – 3:59
10. Robbers – 4:14
11. Girls – 4:14
12. 12 – 1:19
13. She Way Out – 3:59
14. Menswear – 3:26
15. Pressure – 3:41
16. Is There Somebody Who Can Watch You – 2:54

## Formazione
- Matthew Healy - voce, chitarra, piano
- Adam Hann - chitarra
- George Daniel - batteria
- Ross MacDonald - basso

## Classifiche
| Classifica (2013-21) | Posizione massima |
| -------------------- | ----------------- |
| Australia            | 29                |
| Austria              | 60                |
| Belgio (Fiandre)     | 150               |
| Germania             | 57                |
| Grecia               | 3                 |
| Irlanda              | 4                 |
| Nuova Zelanda        | 5                 |
| Regno Unito          | 1                 |
| Stati Uniti          | 28                |
| Svizzera             | 100               |